# Archie Bleyer
Pour les articles homonymes, voir Bleyer.
Archie Bleyer (12 juin 1909 - 20 mars 1989) est un musicien professionnel américain, et leader de groupe.

## Biographie
Archie Bleyer est né dans le Queens, quartier de New York. Il commence à jouer du piano alors qu'il n'est âgé que de 7 ans. En 1927, il entre à l'université Columbia, aspirant à devenir un ingénieur électricien, mais dès la seconde année, il est attiré par la musique. Il quitte l'université avant d'être diplômé pour devenir arrangeur de pistes musicales. Au début des années 1930, il écrit et enregistre un certain nombre de chansons ; toutes reconnues par le milieu et le public, parmi lesquelles Mouthful O'Jam et Business In F.
En 1934, il commence sa carrière de leader de groupe au théâtre Earl Carroll (en) à Hollywood en Californie. L'orchestre de Bleyer travaillait avec le label Brunswick Records, et comptait Johnny Mercer parmi ses chanteurs, Mercer deviendra connu en tant que compositeur et cofondateur de Capitol Records.
En 1945, Bleyer commença une collaboration sur le réseau radio CBS en tant que chef d'orchestre du populaire Gordon MacRae Show. Parmi les instrumentistes qui sont apparus avec son orchestre se trouvait John Serry, qui est devenu plus tard l'un des principaux accordéonistes d'orchestre,,.
Archie Bleyer devient directeur musical d'Arthur Godfrey en 1946, et il assurera cette fonction jusqu'en 1953. Nombre de proches de Godrfey considéreront la créativité et la compréhension de la musique de Bleyer comme pilier du succès de Godfrey tant à la radio qu'à la télévision.
En 1960 il est à l'initiative du label jazz Candid Records, dont il confie la direction à Nat Hentoff.

## Hit records
- Hernando's Hideaway (1954)
- The Naughty Lady of Shady Lane (1954)